# Водосховища Київської області
Водосховища Київської області — водосховища, які розташовані на території Київської області (в адміністративних районах і басейнах річок) — без «транзитних» Київського та Канівського водосховищ .
На території Київської області налічується — 62 водосховища, загальною площею понад — 10250 га, з повним об'ємом — 193,9 млн м³.

## Загальна характеристика
Територія Київської області становить 28,9 тис. км² (4,8 % площі України).
Майже вся територія області розташована в басейні Дніпра (97 %) і лише 3 % — в басейні Південного Бугу.
Гідрографічна мережа включає три великі річки — Дніпро (243 км довжина в межах області), її притоки — Прип'ять (68 км в межах області), Десну (66 км в межах області). Середні річки на території області: басейн Дніпра — Уж, Тетерів, Ірпінь , Рось, Трубіж, Супій; басейн Південного Бугу — Гнилий Тікич і Гірський Тікич.
На території Київської області функціонує 62 водосховища з повним об'ємом 193,9 млн м³. З них 4 водосховища — об'ємом понад 10 млн м³. Значна кількість водосховищ за цільовим призначенням використовується комплексно, а також слугують для риборозведення, технічного водопостачання, культурно-побутового водокористування, енергетики.
Найбільше водосховищ у Білоцерківському районі (10 шт.) та Сквирському районі (7 шт.).

## Наявність водосховищ (вдсх) у межах адміністративно-територіальних районів та міст обласного підпорядкування Київської області[1]
| Район, місто           | Кількість вдсх, шт. | Площа вдсх, га | Об'єм вдсх — повний, млн м³ | Об'єм вдсх — корисний, млн м³ | В оренді, шт. | В оренді, га |
| ---------------------- | ------------------- | -------------- | --------------------------- | ----------------------------- | ------------- | ------------ |
| Баришівський           | -*                  | -              | -                           | -                             | -             |              |
| Білоцерківський        | 10                  | 1322           | 28,4                        | 26,0                          | 7             | 556          |
| Богуславський          | 1                   | 327            | 3,3                         | 2,3                           | -**           | -            |
| Бориспільський         | -                   | -              | -                           | -                             | -             | -            |
| Бородянський           | 1                   | 76             | 2,8                         | 2,6                           | -             | -            |
| Броварський            | 1                   | 262            | 1,4                         | 1,4                           | -             | -            |
| Васильківський         | 5                   | 582            | 11,8                        | 10,5                          | 4             | 444          |
| Вишгородський          | -                   | -              | -                           | -                             | -             | -            |
| Володарський           | 4                   | 722            | 14,1                        | 12,4                          | 1             | 64           |
| Згурівський            | 2                   | 705            | 9,4                         | 5,6                           | 1             | 194          |
| Іванківський           | 2                   | 165            | 2,7                         | 2,4                           | 2             | 165          |
| Кагарлицький           | 1                   | 106            | 2,8                         | 2,1                           | -             | -            |
| Києво-Святошинський    | 1                   | 80             | 2,4                         | 2,2                           | -             | -            |
| Макарівський           | 2                   | 353            | 7,7                         | 7,2                           | 1             | 248          |
| Миронівський           | 4                   | 404            | 5,9                         | 4,1                           | -             | -            |
| Обухівський            | -                   | -              | -                           | -                             | -             | -            |
| Переяслав-Хмельницький | -                   | -              | -                           | -                             | -             | -            |
| Поліський              | -                   | -              | -                           | -                             | -             | -            |
| Рокитнянський          | 1                   | 134            | 1,9                         | 1,6                           | -             | -            |
| Сквирський             | 7                   | 614            | 11,0                        | 9,8                           | 1             | 134          |
| Ставищенський          |                     | 1              | 134                         | 2,5                           | 2,1           | -            |
| Таращанський           | 3                   | 451            | 6,5                         | 5,4                           | -             | -            |
| Тетіївський            | 3                   | 256            | 4,1                         | 3,5                           | 2             | 152          |
| Фастівський            | 3                   | 271            | 5,6                         | 4,8                           | -             | -            |
| Яготинський            | 2                   | 997            | 23,5                        | 23,5                          | 2             | 799          |
| м. Біла Церква         | 1                   | 165            | 2,4                         | 1,9                           | -             | -            |
| м. Богуслав            | 1                   | 70             | 1,8                         | 0,8                           | -             | -            |
| м. Фастів              | 1                   | 241            | 5,1                         | 4,9                           | -             | -            |
| м. Тетіїв              | 3                   | 396            | 6,7                         | 6,8                           | 1             | 65           |
| м. Яготин              | 2                   | 1417           | 30,1                        | 25,8                          | -             | -            |
| Разом                  | 62                  | 10250          | 193,9                       | 169,7                         | 21            | 2573         |

Примітки: -* — немає водосховищ на території району;
-* — немає водосховищ, переданих в оренду.
Третина водосховищ (34 %) Київської області використовується на умовах оренди.

## Наявність водосховищ (вдсх) у межах основнихрайонів річкових басейнівна території Київської області[1]
| Район річкового басейну       | Кількість вдсх, шт. | Площа вдсх, га | Об'єм вдсх — повний, млн м³ | Об'єм вдсх — корисний, млн м³ | В оренді, шт. | В оренді, га |
| ----------------------------- | ------------------- | -------------- | --------------------------- | ----------------------------- | ------------- | ------------ |
| Дніпра, у тому числі          | 59                  | 9737           | 186,4                       | 163,3                         | 20            | 2439         |
| р. Рось                       | 44                  | 5399           | 99,9                        | 86,5                          | 6             | 1281         |
| р. Ірпінь                     | 2                   | 321            | 7,5                         | 7,0                           | -*            | -            |
| р. Тетерів                    | 4                   | 487            | 11,7                        | 11,0                          | -             | -            |
| р. Супій                      | 4                   | 2415           | 53,6                        | 49,4                          | -             | -            |
| р. Стугна                     | 1                   | 41             | 1,4                         | 1,2                           | -             | -            |
| р. Уж                         | 1                   | 107            | 1,5                         | 1,2                           | -             | -            |
| р. Перевод                    | 2                   | 705            | 9,4                         | 5,6                           | -             | -            |
| р. Трубіж                     | 1                   | 262            | 1,4                         | 1,4                           | -             | -            |
| Південного Бугу, у тому числі | 3                   | 513            | 7,5                         | 6,4                           | 1             | 134          |
| р. Гнилий Тікич               | 3                   | 513            | 7,5                         | 6,4                           | 1             | 134          |
| Разом                         | 62                  | 10250          | 193,9                       | 169,7                         | 21            | 2573         |

Примітка: * — немає водосховищ, переданих в оренду.
В межах району річкового басейну Дніпра розташовано 95 % водосховищ Київської області. В басейні Південного Бугу — 5 % водосховищ області.
Серед середніх річок найбільш зарегульованою водосховищами є р. Рось, в басейні якої знаходиться 75 % всіх водосховищ Київської області.

## Наявність водосховищ (вдсх) об'ємом понад 10млн м³ на території Київської області[1]
| Назва водосховища, річки (басейну)                | Місцезнаходження вдсх (населений пункт, район) | Площа вдсх, га | Об'єм вдсх — повний, млн м³ | Об'єм вдсх — корисний, млн м³ |
| ------------------------------------------------- | ---------------------------------------------- | -------------- | --------------------------- | ----------------------------- |
| Білоцерківське вдсх (верхнє), р. Рось (р. Дніпро) | х. Глибічка, Білоцерківський                   | 617            | 16,9                        | 16,0                          |
| Великий Супій вдсх, р. Супій (р. Дніпро)          | м. Яготин                                      | 1040           | 20,2                        | 16,0                          |
| Малий Супій вдсх № 2, р. Супій (р. Дніпро)        | с. Червоне Заріччя, Яготинський                | 421            | 10,4                        | 10,4                          |
| Малий Супій № 3,р. Супій (р. Дніпро)              | м. Яготин                                      | 576            | 13,1                        | 13,1                          |